# Sliven
Sliven er en by i det øst-centrale Bulgarien, med et indbyggertal (pr. 2008) på cirka 106.000. Byen er hovedstad i Sliven-provinsen.
I det 19. århundrede var Sliven scene for mange slag mellem lokale krigere og Osmannerrigets hær.
42°41′N 26°20′Ø / 42.683°N 26.333°Ø
- Wikimedia Commons har flere filer relateret til Sliven